# Крушовица (Софийска област)
Вижте пояснителната страница за други значения на Крушовица.
Крушовица е село в Западна България. То се намира в община Елин Пелин, Софийска област.

## География
Село Крушовица се намира в Средна гора в близост до лозенския масив.

## Други
В землището на селото са разположени складовете на 1-ва българска армия и жандармерия. Поради ограничения достъп в района има голяма популация на диви зайци, лисици, чакали и диви прасета.

## Галерия
- Паркът на Крушовица
- Улица в Крушовица
- Военен паметник на загиналите от Крушовица